# Gli imbroglioni (film 1998)
Gli imbroglioni è un film del 1998 diretto da Stanley Tucci.
È stato presentato nella sezione Un Certain Regard al 51º Festival di Cannes.

## Trama
Durante la Depressione, Arthur e Maurice sono due attori squattrinati ingiustamente accusati di aver aggredito un collega. Braccati dalla polizia, si imbarcano su un transatlantico nascosti dentro una cassa da imballaggio. Costretti a travestirsi continuamente pur di sopravvivere alla scombinata crociera dentro cui sono capitati, si troveranno a trasformarsi in eroi per salvare la nave da una tremenda esplosione.